# Enrique Evans de la Cuadra
Enrique Evans de la Cuadra (Santiago, 2 de noviembre de 1924-Santiago,9 de noviembre de 1997) fue un abogado, jurista y exsubsecretario de justicia chileno.

## Primeros años de vida
Fue hijo de Enrique Evans Solo de Zaldívar y de Gabriela de la Cuadra Gormaz. Era sobrino del historiador y genealogista Guillermo de la Cuadra Gormaz.Hizo sus estudios primarios y secundarios en el Colegio San Ignacio de Santiago. Estudió Derecho en la Facultad de la Pontificia Universidad Católica de Chile, entre los años 1943 y 1948.
Secretario General de la Federación de Estudiantes de la Universidad Católica (FEUC), en 1945, y, al año siguiente, Presidente Nacional de Universitarios Conservadores. En 1948, Vicepresidente de la Juventud Conservadora. Amigo y discípulo del Padre Hurtado, colaboró con él en variadas iniciativas sociales, entre otras, haciendo clases de educación cívica y economía a la Asociación de Obreros de la época. En 1945 fue jefe de campaña del candidato presidencial Eduardo Cruz-Coke. Se recibió de abogado en 1949, con la tesis "El Matrimonio en el Derecho Internacional Privado".

### Matrimonio e hijos
Se casó con Carmen Espiñeira Garnham, con quien tuvó siete hijos, entre ellos, el abogado Eugenio Evans Espiñeira, el también abogado y comunicador Enrique "Cote" Evans.

## Vida pública
Inició su carrera docente en la misma Facultad de Derecho de la Pontificia Universidad Católica de Chile, la que en 1974 lo distinguió como Profesor Emérito. Hizo clases en la Facultad hasta el año 1976.
Desde 1956 militó en el Partido Democrata Cristiano, en el que cumplió diversas funciones. Proclamado por el Consejo Nacional de su Partido, en octubre de 1964, como Candidato a Diputado por el Primer Distrito de Santiago, renunció a dicha candidatura para aceptar ser Subsecretario de Justicia, cargo que ejerció entre 1964-1966, en el Gobierno del Presidente Eduardo Frei Montalva.
Participó como Miembro de la Comisión de Estudios de la Nueva Constitución (CENC), más conocida como la "Comisión Ortúzar", hasta marzo de 1977. En ella se considera particularmente trascendente su aporte en materia de derechos fundamentales y su protección. El mismo nombre del famoso recurso del artículo 20 de la Carta Fundamental deriva de una proposición suya al respecto, como asimismo la protección de la esencia de los derechos, como norma aplicable a todo el catálogo de garantias y no solo al derecho de propiedad, como había sido la proposicidn inicial conocida por la citada comisión.
Otros aspectos de su personalidad, que valen destacar, dicen relación con su pasión por el fútbol. Fue Presidente del Club de Deportes Santiago Morning entre los años 1955 y 1956. Esa misma pasión lo llevó a ser abogado de la Asociación Central de Fútbol para el Mundial de Fútbol 1962, realizado en Chile. Socio, además, del Club Deportivo Universidad Católica y del Club Santa Rosa de Las Condes.
Los últimos años de su vida académica, desde 1982, los dedicó en su cargo de Jefe del Departamento de Investigación Juridica de la Universidad Gabriela Mistral, departamento que hoy lleva su nombre, donde fundó la revista "Temas de Derecho".

## Publicaciones
Dentro de sus publicaciones más relevantes, cabe destacar:
- “Estatuto Constitucional del Derecho de Propiedad”, 1967.
- “Relación de la Constitución Política”, 1969.
- “Reforma Constitucional de 1970”, con otros autores, 1970.
- “Teoría Constitucional”, 1971.
- “Chile Hacia una Constitución Contemporánea”, 1973.
- “Evolución Constitucional Chilena”, 1976.
- “La Libertad de Opinión en el Derecho Chileno”, 1979.
- “Los Derechos Constitucionales“, 1986.
- “Los Tributos ante la Constitución”, con Eugenio Evans Espiñeira, en 1997.[4]